# Matías Campos López
Matías Rodrigo Campos López (Santiago del Cile, 18 agosto 1991) è un calciatore cileno, attaccante dell'Everton.